# Max Halberstadt

Selbstporträt von Max Halberstadt um 1925

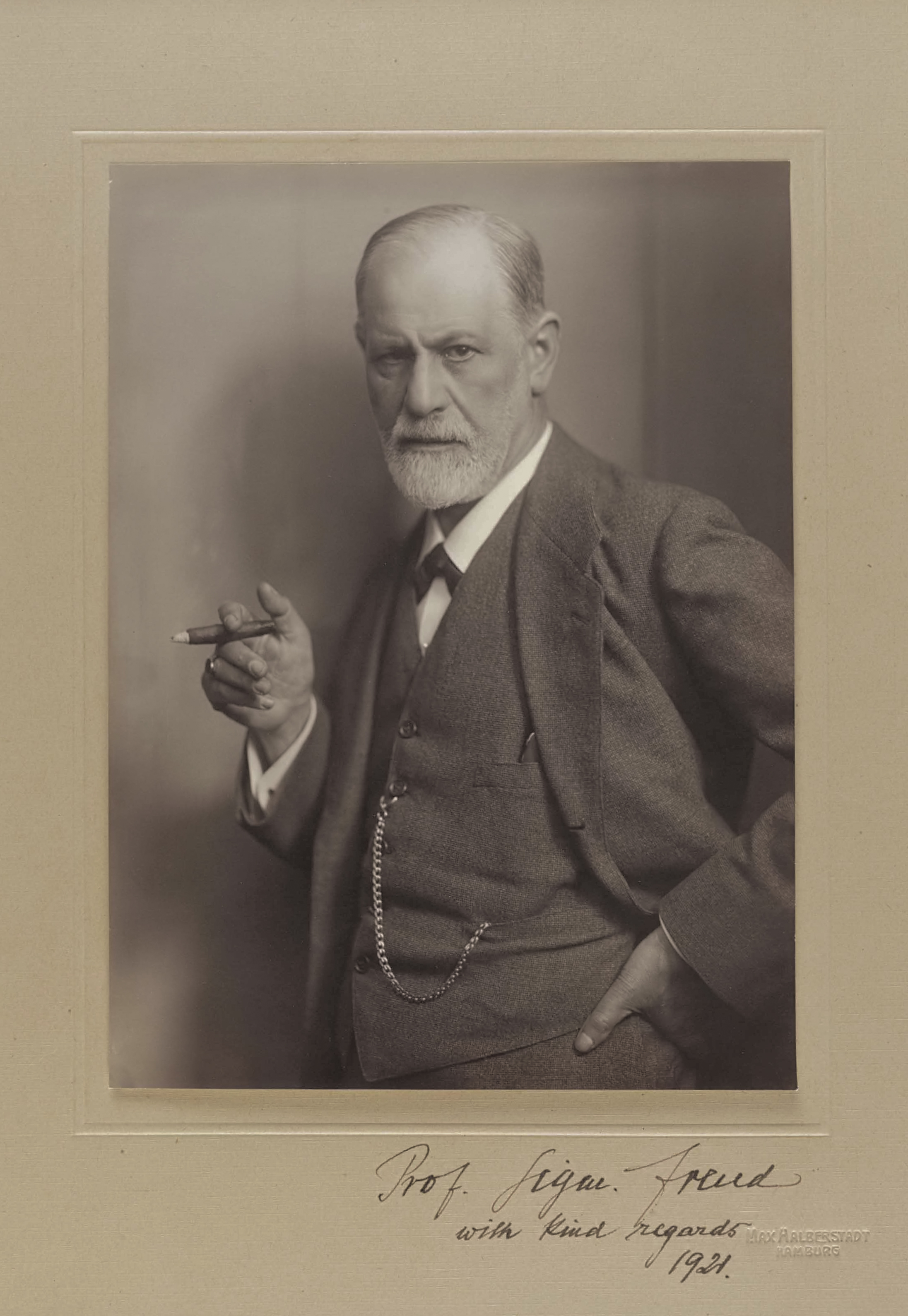
Sigmund Freud, Fotografie, (225 × 165 mm), (handschriftl. Widmung) Max Halberstadt (1921), Blindstempel

Max Halberstadt (* 14. Mai 1882 in Hamburg; † 30. Dezember 1940 in Johannesburg) war ein deutscher Porträtfotograf in Hamburg. Bekannt sind insbesondere seine zahlreichen Aufnahmen von Sigmund Freud, mit dessen Tochter Sophie er in erster Ehe verheiratet war.

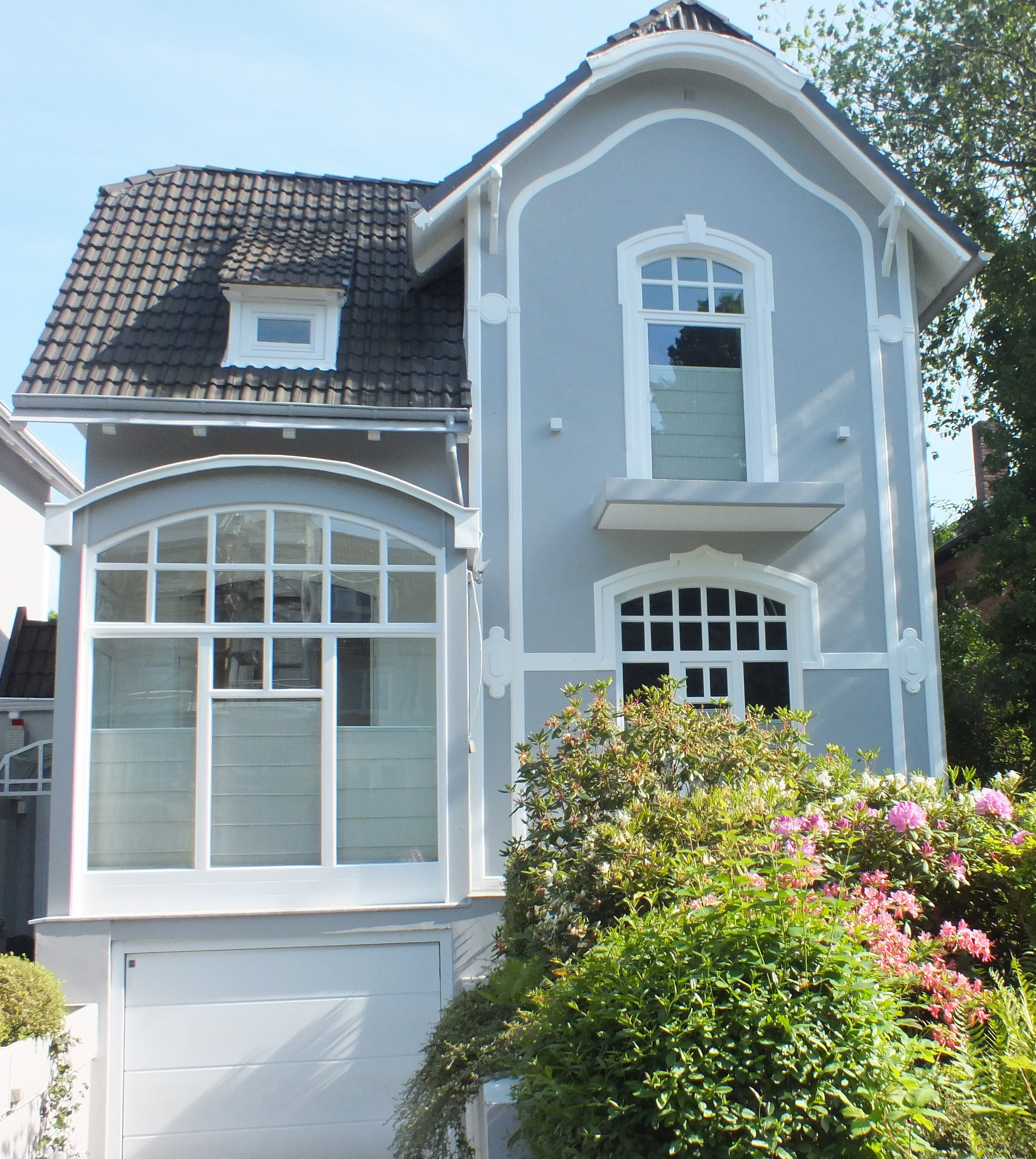
Früheres Wohnhaus von Max Halberstadt in Hamburg-Wandsbek in der Bärenallee

## Leben
Max Halberstadt wurde 1882 als Sohn des jüdischen Fleischermeisters Wolf Seew Halberstadt und Mathilde Wolff in Hamburg geboren. Nach dem Tod des Vaters 1888 erfolgte der Umzug der Familie nach Wandsbek. Halberstadt besuchte dort das Realgymnasium. Nach der Reifeprüfung Ostern 1899 an der Oberrealschule vor dem Holstentor absolvierte er eine Lehre im Atelier des Hamburger Fotografen Rudolf Dührkoop und arbeitete danach in Ateliers in Leipzig, München, Basel und Paris.
Er heiratete Sophie, eine Tochter Sigmund Freuds, im Januar 1913. Aus der Ehe gingen zwei Söhne hervor, Ernst Wolfgang und Heinz. Sophie verstarb bereits 1920 im Alter von 26 Jahren an der Spanischen Grippe. 1923 heiratete Halberstadt Berta Katzenstein.
Am 1. Oktober 1907 eröffnete er ein „Atelier für künstlerische Photographie“ in der Bleichenbrücke 1 / Neuer Wall in der Hamburger Innenstadt. Zuvor hatte er (drei oder vier Jahre) in Paris gelebt. 1909 schloss er die Meisterprüfung im Photographen-Handwerk ab und eröffnete 1912 ein neues Atelier im Neuenwall 54. Am 8. Dezember 1915 wurde er Soldat im Ersten Weltkrieg. Nach Verwundung und Lazarettaufenthalten wurde er im November 1918 aus dem Militärdienst entlassen.
Große Anerkennung fanden seine Bilder von Kindern, Hamburger Künstlern, Mitgliedern der Jüdischen Gemeinde und des Lebens in Hamburg zur Zeit der Weimarer Republik. Halberstadt porträtierte u. a.: Sigmund Freud, Max Klinger, Max Liebermann, August Bebel, Hans Henny Jahnn und Fritz Höger.
Er war Mitglied der Gesellschaft Deutscher Lichtbildner und Sachverständiger für fotografische Techniken. 1935 wurden Halberstadt und weitere jüdische Mitglieder aus der GDL ausgeschlossen.
Ab 1933 wurden infolge der Machtübernahme durch die Nationalsozialisten die Berufs- und Erwerbsmöglichkeiten für jüdische Mitbürger wie Halberstadt fortlaufend eingeschränkt. 1936 verkaufte er sein Atelier, das Plattenarchiv und emigrierte nahezu mittellos nach Südafrika. Die Mühen des Neuanfangs zehrten an Halberstadts Gesundheit. Er starb gerade einmal 58 Jahre alt und wurde in Johannesburg beerdigt.
Die Wiederentdeckung von Max Halberstadt ist seiner Tochter zu verdanken, die sich 1999 an den Exil-Forscher Wilfried Weinke wandte.

## Ausstellungen und Beteiligungen
- 1907: Ausstellung von Porträtaufnahmen im Kunstsalon Louis Bock & Sohn, Hamburg
- 1909: Internationale Photographische Ausstellung Dresden[13]
- 1910: Ehrenvolle Erwähnung auf der Weltausstellung Brüssel[14]
- 1911: Ausstellung des Deutschen Photographen-Vereins in Dessau
- 1913: Allgemeine Photographische Ausstellung des Vereins zur Pflege der Photographie und verwandter Kunst, Frankfurt am Main
- 1914: Internationale Ausstellung für Buchgewerbe und Graphik, Leipzig
- 1919: Ausstellung Kunstsalon Louis Bock & Sohn, Hamburg
- 1926: Deutsche Photographische Ausstellung im Haus der Moderne in Frankfurt am Main

### Posthum
- Museum für Hamburgische Geschichte, Der Fotograf Max Halberstadt, „...eine künstlerisch begabte Persönlichkeit.“ (7. Mai 2021 bis 3. Januar 2022)

## Auszeichnungen und Ehrungen
- 1910: Ehrenpreis der Fa. Bergmann & Co, Wernigerode (im Rahmen der 35. Generalversammlung und Stiftungsfest des Vereins zur Pflege der Photographie und verwandter Künste in Frankfurt a. M.)[15]
- 1911: Diplom (Dritter Preis)[16]
- 1913: Diplom zur Silbernen Medaille (Photographische Ausstellung des Vereins zur Pflege der Photographie und verwandter Künste zu Frankfurt a. M. vom 8. bis 22. Oktober 1913)[17]
- 1926: Silberne Medaille des C.V. (Central-Verband Deutscher Photographen-Vereine und Innungen)[18]